# Patrick Lemaître
Pour les articles homonymes, voir Lemaître.
 (avril 2011).
Si vous disposez d'ouvrages ou d'articles de référence ou si vous connaissez des sites web de qualité traitant du thème abordé ici, merci de compléter l'article en donnant les références utiles à sa vérifiabilité et en les liant à la section « Notes et références ».
Patrick Lemaître est un acteur, compositeur et chanteur français des années 1970 et 1980, né le 30 septembre 1949 .

## Biographie
Enfant, il commence sa carrière de comédien, en 1958, à l'âge de 8 ans et demi en interprétant un petit rôle dans Le Grand Chef de Henri Verneuil, avec Fernandel. En 1959, il interprète le rôle de Ralphie, aux côtés de Roger Hanin et Gérard Blain, dans Le vélo devant la porte de Marc-Gilbert Sauvageon, mise en scène de Jean-Pierre Grenier, au théâtre Marigny. Il obtient son premier grand rôle (celui de Roger dans Le Trésor des Treize Maisons, feuilleton en treize épisodes réalisé par Jean Bacqué), aux côtés de Achille Zavatta et Sylviane Margollé (1959/1960). En 1960, il joue dans l'une des dernières dramatiques entièrement en direct de la télévision, Les Cochons d'Inde. Aux côtés de Pierre Dux et Claude Gensac, il joue dans Les Glorieuses d'André Roussin au théâtre de La Madeleine (1960/1962). Patrick Lemaître rencontre Claude Santelli qui lui fait interpréter pour la première fois le personnage de Gavroche, dans le cadre de son émission Livre, mon ami (1961). Il lui confie de nouveau le rôle de Gavroche pour le triptyque sur Les Misérables de Victor Hugo dans le cadre du Théâtre de la jeunesse (1962/1963). Claude Santelli lui confie le rôle de l'affreux "Tortillard" dans Les Mystères de Paris, réalisé par Marcel Cravenne (1960). Pour le théâtre de la jeunesse, il joue dans Émile et les détectives (1962), et "Ambroise Paré" (1968).
En 1964, il part pour Cinecitta, à Rome, pour jouer le rôle de Flipot, dans le film Merveilleuse Angélique de Bernard Borderie. Il rencontre René Dary en tournant avec lui dans "Point de mire", réalisé par Alain Boudet. Le voyant avec une guitare, René lui demande s'il veut bien composer les musiques de certains de ses textes... ce seront ses premières chansons.
Durant la seconde partie des années 1960, il joue dans quelques épisodes des Saintes Chéries, où il est un jeune déménageur nommé Jojo, aux côtés de Jean Yanne, et Paul Mercey. Il participe à de très nombreuses dramatiques et feuilletons radiophoniques tout en faisant de nombreuses synchronisations pour le cinéma. Il joue de nouveau dans un feuilleton de treize épisodes, L'Eventail de Séville, au côté de René-Louis Lafforgue, en 1967. Pour Claude Loursais et sa célèbre émission Les Cinq Dernières Minutes, il joue dans Les Enfants du faubourg, Sur la piste, et interprète son dernier rôle dans Meurtre par la bande en 1972.
Dès 1962, son parrain, le parolier Fernand Bonifay, lui offre sa première guitare électrique, une Ohio. Patrick Lemaître apprend la musique et la pratique de cet instrument ce qui lui permet d'opter pour une carrière de compositeur dès 1969, année où il écrit la musique de la chanson Les Orgues de Berlin pour Gérard Palaprat. Suivent Fais-moi un Signe, Pour la fin du monde, en collaboration avec son ami, l'auteur Jean-Pierre Lang (avec lequel il écrit d'autres succès). Il compose désormais pour de nombreux interprètes, notamment : Johnny Hallyday Comme si je devais mourir demain - Carlos Papayou, L'amour ça rend beaux lé lé, T'as l'bonjour d'Albert - Philippe Lavil La Chica de Cuba, Savana Kumba, Y'a plus d'hiver - Eddy Mitchell La Peau d'une Autre, Comment fais-tu pour dormir - Céline Dion Les chemins de ma maison (avec Alain Bernard), Billy, Trois heures vingt - Nicole Rieu La Maison de sable, Quand l'homme n'est pas là, Vas-y et plusieurs chansons de l'album Zut, paru en 1981 - Catherine Bardin Si tu savais, Le pont des soupirs - Enrico Macias Deux Femmes à Dublin, La Marelle, La colombe est en chemin - Nicole Croisille Je t'aimais, L'Amour d'une femme, Fané, fini, foutu - Fabienne Thibeault Mes Amours, mes amis, Le gout du miel - Sheila Dense, Pour sauver l'amour. Parallèlement à ses activités de compositeurs pour les autres, il chante et enregistre dans les années 1970 quelques 45 tours.
Il compose également de nombreux indicatifs pour la télévision : Les Jeux de 20 heures en 1982 ; suivent Les Mariés de l'A2, L'Arche d'Or, Tous à la Une, Vidéogag, La Maxi-Tête de Canal +, Les Affaires sont les Affaires, Télé-Contact, Affaire suivante, L'Assassin est dans la ville, Puisque vous êtes chez vous, Le Cluedo... et pour les séries Intrigues, Côté Cœur, T'as l'Bonjour d'Albert (dessin animé), et Loft Story, avec Francis Perrin.
Les auteurs avec lesquels il a le plus souvent travaillé sont : Boris Bergman, Pierre Billon, Jacques Demarny, Pierre-André Dousset, Marc Fabien, Ganaël, Brice Homs, Jean-Pierre Lang, Claude Lemesle, Eddy Marnay, Maurice Vallet, Frédéric Zeitoun.
Dès 1980, en parallèle de sa carrière, il s'investit dans la défense du Droit d'auteur et met son activité de compositeur entre parenthèses. Il occupe de nombreux mandats dans le domaine de l'administration de la Sacem et de multiples organismes satellites dont la SDRM et le RACL (Régime de retraite complémentaire des Auteurs et Compositeurs) pour lesquels il assume la présidence.

## Filmographie

### Télévision
- 1960 : "Le Trésor des treize maisons", avec Achille Zavatta et Sylviane Margollé. Réalisé par Jean Bacqué. Rôle de Roger.
- 1961 : "Les Mystères de Paris" avec Jacques Dacqmine, Denise Gence, François Chaumette. Réalisation de Marcel Cravenne. Rôle de Tortillard.
- "Un Jour j'aurai 20 ans" et "Soyez les bienvenus", de Gabrielle Sainderichin
- 1962 : Le Théâtre de la jeunesse : Gavroche d'après Les Misérables de Victor Hugo, réalisation Alain Boudet : Gavroche
- 1963 : Le Théâtre de la jeunesse : Jean Valjean d'après Les Misérables de Victor Hugo, réalisation Alain Boudet : Gavroche
- Quatre-vingt-treize" de Victor Hugo, réalisé par Alain Boudet
- 1964 : "Point de Mire", dramatique avec René Dary. Réalisation Alain Boudet.
- 1967 : "L'éventail de Séville", avec René-Louis Lafforgue
- "Les Saintes Chéries 'Eve et les Déménagements' " avec Jean Yanne et Paul Mercey
- 1968 : Les Cinq Dernières Minutes, épisode Les Enfants du faubourg de Claude Loursais (Marcel) - 27 janvier 1968
- "Ambroise Paré" avec Noël Roquevert.
- 1969 : Les Cinq Dernières Minutes, épisode L'Inspecteur sur la piste de Claude Loursais (Jojo) - 23 mars 1969
- 1972 : Meurtre par la bande (téléfilm) épisode de la série télévisée Les Cinq Dernières Minutes de Claude Loursais - 4 mai 1972

### Cinéma
- 1958 : Le Grand Chef de Henri Verneuil (avec Fernandel et Gino Cervi)
- 1960 : Les portes claquent avec Perrette Pradier et Bernard Woringer
- 1964 : Merveilleuse Angélique, de Bernard Borderie (rôle de Flipot)

## Théâtre
- 1959 : "Le Vélo devant la porte" de Marc-Gilbert Sauvageon, mise en scène de Jean-Pierre Grenier
- 1960/1962 : "Les Glorieuses" d'André Roussin, mise en scène de l'auteur, Théâtre royal du Parc, Théâtre de la Madeleine